# 寬尾鶴鱵
寬尾鶴鱵（学名：Platybelone argalus platyura），又名寬尾頜針魚、青旗、學仔、白天青旗，为鶴鱵科寬尾頜針魚屬下的一个种。